# Francesco Mattioli
Francesco Mattioli (Firenze, 6 ottobre 1975) è un pallavolista italiano.

## Carriera
Iniziò la sua carriera nel 1993-94, lanciato subito in serie A1. Militò in squadre della Toscana fino alla Serie B1 1996-1997 (pallavolo maschile), per poi passare al 4 Torri Ferrara. Dal 2000 al 2003 difese i colori del Verona, passando in sole tre stagioni dalla serie B1 alla serie A1.
Dal 2003 al 2005 militò nella Trentino Volley, vincendo nella sua prima stagione la regular season, con compagni come Paolo Tofoli, Lorenzo Bernardi e Andrea Sartoretti. Nel Latina Volley, fino al 2007, militò nella massima serie, mentre per le successive quattro stagioni giocò a Santa Croce sull'Arno, in A2. Nella stagione 2011-2012, con la Pallavolo Molfetta, raggiunse la finale dei play-off promozione. Nel 2012 ritornò in serie A1 nelle file dell'Altotevere Volley.
Nella stagione 2013-14 è passato al GS Arno Castelfranco, in Serie B1 in cui copre il ruolo di allenatore e giocatore.